# اسید اورسولیک
اسید اورسولیک (به انگلیسی: Ursolic acid) یک ترکیب شیمیایی با شناسه پاب‌کم ۶۴۹۴۵ است.